# イ・ヒド
イ・ヒド（이희도、李喜度、1955年10月1日 - ）は、韓国の俳優。
民衆劇団員として演劇界で活躍後、1983年に『暴君 光海君』でテレビドラマデビュー。趣味は水泳。

## 出演作品

### テレビドラマ
- 朝鮮王朝五百年～暴君 光海君～（1986年、MBC） - 光海君役
- その女（1990年） - 学生主任役
- 黎明の瞳（1991年、MBC） - オハラ役
- 砂時計（1995年、SBS） - パク・ソンボム役
- 王妃チャン・ノクス -宮廷の陰謀-（1995年、KBS） - イム・スンジェ役
- 北の駅から（第1部）（1996年、MBC） - チェ・ドゥック役
- 北の駅から（第2部）（1996年、MBC） - イルド役
- モデル（1997年、SBS） - ピョ役
- 勝負師（1998年、SBS） - チェ・ギュテ役
- 白夜（1998年、SBS） - ギョンビンの通訳
- ホジュン 〜宮廷医官への道〜（1999年-2000年、MBC） - ク・イルソ役
- 敵たちとの社会（2000年、MBC） - チェ・ドンイク役
- チョアチョア（2000年、SBS） - コ・ミンソプ役
- ルーキー（2000年、SBS） - チョン課長役
- 守護天使（2001年、SBS） - チュ・ヨンダル役
- 青い霧（2001年、KBS） - パク・ジンス役
- 商道（サンド）（2001年-2002年、MBC） - ホ・サムボ役
- ガラスの靴（2002年、SBS） - ファン・グット役
- 御史パク・ムンス（2002年、MBC） - チョ・イクキョム役
- 大望（2002年-2003年、SBS） - トックサム役
- オールイン 運命の愛（2003年、SBS） - ミン・ジョンテ役
- 1%の奇跡（2003年、MBC） - キム・ソントク役
- スクリーン（2003年、SBS）ソン・ヒャングン役
- 振り向けば愛（2003年、MBC） - ソ・ムンテク役
- 宮廷女官チャングムの誓い（2003年-2004年、MBC） - チェ・パンスル役
- 島の村の先生（2004年、SBS） - 班長役
- 男が愛するとき（2004年、SBS） - ペ・ギチュル役
- 海神（ヘシン）（2004年-2005年、KBS）イ・マッポン役
- がんばれ!クムスン（2005年、MBC） - ナ・サンド役
- 第5共和国（2005年、MBC） - ホ・ムンド（許文道）役
- 薯童謠（ソドンヨ）（2005年-2006年、SBS） - フクチ・ピョン役
- ファン・ジニ（2006年、KBS） - キム判書（パンソ）役
- ミスターグッドバイ（2006年、KBS） - チェ・ヨンギュ役
- 太王四神記（2007年、MBC） - テジャ城主役
- 偉大なるキャッツビー（2007年、tvN）
- 白い巨塔（2007年、MBC） - ユ・ピルサン役
- 9回裏2アウト（2007年、MBC） - ビョン・ジョンウ役
- イ・サン（2007年-2008年、MBC） - パク・タルホ役
- 大韓民国弁護士（2008年、MBC） - ウ・ソッコ役
- パパ3人、ママ1人（2008年、KBS） - ソン・モンサン役
- 大きい姉さん（2008年-2009年、KBS） - キム主事役
- パートナー（2009年、KBS） - ユ・マンソン役
- 恋人づくり（2009年-2010年、MBC） - シム・デファン役
- 名家（ミョンガ）（2010年、KBS） - キム・ジャチュン役
- トンイ（2010年、MBC） - ファン・ジュシク役
- レディプレジデント〜大物（2010年、SBS） - ソ・スンジェ役
- 我が家の女たち（2011年、KBS） - イ・ヨンホ役
- 王女の男（2011年、KBS） - 韓明澮役
- 愛もお金になりますか？（2012年、MBN） - ジュンマン役
- サラリーマン楚漢志（チョハンジ）（2012年、SBS） - オ・グァン役
- 馬医（2012年-2013年、MBC） - チュ・キベ役
- チョンウチ（田禹治）（2012年-2013年、KBS） - チェ工匠役
- 天命（2013年、KBS） - チャン・ホンダル役
- 狂気の愛（2013、tvN） - オ・テサン役
- 彼女の神話（2013年、JTBC） - キム・デプン役
- ママ〜最後の贈りもの〜（2014年、MBC） - ク社長
- 恋するジェネレーション（2015年、KBS） - 教頭先生役
- 恋は七転び八起き（2015年、Mnet） - チャン・グィドン役
- オクニョ 運命の女（2016年、MBC） - コン・ジェミョン役
- 契約主夫殿オ・ジャクトゥ（2018年、MBC） - チョ・チス役
- 秘密と嘘（2018年、MBC） - パク・チュンソン役
- 魔女の愛〜チョホンは恋愛中〜（2018年、MBN）

### 映画
- 若き日の肖像（1990年） - カク・チギュン役
- 結婚物語 （1992年） - キム・ウィソク役
- 夢中人（2002年） - イ・ギョンヨン役
- ジェイル・ブレーカー（2002年） - キム・サンジン役
- 甘く、殺伐とした恋人（2006年） - ミン・ファンギ役
- 無道里（2006年） - イ・ヒョンソン役
- ぼくら特殊発掘捜査隊（2006年） - ソン・チャンス役